# ISO 9001
La Norma ISO 9001:2015 elaborada por la Organización Internacional para la Estandarización (International Standarization Organization o ISO por sus siglas en inglés),  determina los requisitos para un Sistema de Gestión de la Calidad, que pueden utilizarse para su aplicación interna por las organizaciones, sin importar si el producto y/o servicio lo brinda una organización pública o empresa privada, cualquiera que sea su rama, para su certificación o con fines contractuales .
La Organización Internacional de Estandarización es un organismo independiente, no gubernamental que actualmente reúne a más de un millón de empresas y organizaciones en más de 170 países miembros alrededor del mundo. Esta organización se creó después de la Segunda Guerra Mundial tras la reunión en Inglaterra de delegados de 25 países para coordinar y unificar estándares mundiales en febrero de 1947.
Dependiendo del país, puede denominarse la misma norma "ISO 9001" de diferente forma agregándose la denominación del organismo que la representan dentro del país: UNE-EN-ISO 9001:2015 (España), IRAM-ISO 9001:2015 (Argentina), NTC-ISO 9001:2015 (Colombia), etc., acompañada del año de la última actualización de la norma.
- ISO 9001, contiene los requisitos del modelo de gestión;
- ISO 9004, contiene a la antigua ISO 9001, y además amplía cada uno de los puntos con más explicaciones y casos, e invita a los implantadores a ir más allá de los requisitos con nuevas ideas, que apunta a eficiencia del sistema;
- ISO 19011, en su nueva versión 2015: detalla los requisitos para realizar las auditorías de un sistemas de gestión, incluidos los principios de auditoría, gestión de un programa de auditoría y realización de auditorías de sistemas de gestión, así como orientación sobre la evaluación de la competencia de las personas que participan en el proceso de auditoría. Esto aplica para las normas ISO 9001, ISO 14001, ISO 45001 e IATF 16949 entre muchas otras.

## Estructura de ISO 9001:2008
El documento está dividido en los siguientes capítulos:
- Capítulo 1 al 3: guías y descripciones generales;
- Capítulo 4 - Sistema de gestión: contiene los requisitos generales y los requisitos para gestionar la documentación;
- Capítulo 5 - Responsabilidades de la Dirección: contiene los requisitos que debe cumplir la dirección de la organización, tales como definir la política, asegurar que las responsabilidades y autoridades están definidas, aprobar objetivos, el compromiso de la dirección con la calidad, etc;
- Capítulo 6 - Gestión de los recursos: la Norma distingue 3 tipos de recursos sobre los cuales se debe actuar: recursos humanos, infraestructura, y ambiente de trabajo. Aquí se contienen los requisitos exigidos en su gestión;
- Capítulo 7 - Realización del producto/servicio: aquí están contenidos los requisitos puramente de lo que se produce o brinda como servicio (la norma incluye servicio cuando denomina "producto"), desde la atención al cliente, hasta la entrega del producto o el servicio;
- Capítulo 8 - Medición, análisis y mejora: aquí se sitúan los requisitos para los procesos que recopilan información, la analizan, y que actúan en consecuencia. El objetivo es mejorar continuamente la capacidad de la organización para suministrar productos y/o servicios que cumplan con los requisitos.  El objetivo declarado en la Norma, es que la organización busque sin descanso la satisfacción del cliente a través del cumplimiento de los requisitos.

ISO 9001:2008 tiene muchas semejanzas con el famoso “PDCA”, acrónimo de Plan, Do, Check, Act ("Planificar, Hacer, Verificar, Actuar"). La norma está estructurada en cuatro grandes bloques, completamente lógicos, y esto significa que con el modelo de sistema de gestión de calidad basado en ISO se puede desarrollar en cualquier actividad, sin importar si el producto o servicio lo brinda una organización pública o privada, cualquiera que sea su tamaño. La norma ISO 9000:2000 (obsoleta) se va a presentar con una estructura válida para diseñar e implantar cualquier sistema de gestión, no solamente el de calidad, e incluso para integrar diferentes versiones.

## La nueva ISO 9001:2015
Desde junio de 2012 se inició la revisión de la versión actual de la norma; ciertamente la intención es hacer una renovación mayor. Se busca que con el uso y certificación de esta norma las empresas sean más competitivas para el año 2020.Según el INLAC la norma cambiará en un 30%, respecto a la versión 2008; teniendo una estructura de alto nivel, incorporando dos nuevos requisitos quedando su estructura de la siguiente manera:
1. Objeto y campo de aplicación;
2. Referencias Normativas;
3. Términos y Definiciones;
4. Contexto de la Organización;
5. Liderazgo;
6. Planificación;
7. Apoyo;
8. Operación;
9. Evaluación del Desempeño;
10. Mejora.

El proceso de revisión de la norma ISO 9001 inicia su fase final, después de que el pasado 15 de septiembre del 2015 se publicara el borrador de la ISO 9001:2015, elaborado por el comité técnico ISO/TC 176 responsable de elaborar las normas de ISO 9000 y complementarias. Siguiendo la planificación prevista, el FDIS (borrador final) se publicará en noviembre de 2014 para poder publicar definitivamente la nueva versión de la norma en el otoño del año 2015.
La Norma ISO 9001 especifica los requisitos para un sistema de gestión de la calidad que pueden utilizarse para su aplicación interna por las organizaciones, para certificación o con fines contractuales. Se centra en la eficacia del sistema de gestión de la calidad para satisfacer los requisitos del cliente.
La versión oficial fue publicada el 15 de septiembre de 2015 y desde entonces está disponible para ser adquirida en www.iso.org. Esta es la 5.ª edición de esta norma internacional y sustituye a la versión anterior.
Las organizaciones certificada ISO 9001:2008 requieren realizar un proceso de transición a la nueva edición, de cara a mantener la certificación.

## Diferencias entre la versión 2008 y la versión 2015
Según el borrador publicado por la organización ISO, se pueden apreciar cambios sustanciales en la nueva versión con respecto a la versión de 2008. Estos cambios, según las comparaciones que se han podido realizar al respecto, abordan los siguientes aspectos:
- Mejora la redacción hacia un enfoque más general y adaptado a las entidades de servicios. Se centra en la planificación y el liderazgo y cambiando el término "realización de productos" por el de "operaciones";
- Énfasis en el enfoque basado en procesos. La nueva versión cuenta con una cláusula específica donde se define un conjunto de requisitos para que una entidad adopte este enfoque basado en procesos;
- De acciones preventivas a prevención a más alto nivel. El apartado donde en la antigua versión se habla sobre esto desaparece. Sin embargo, se habla de la prevención a mayor escala, en coherencia con nuevos puntos sobre la gestión del riesgo, aspecto que se aborda con más profundidad;
- Cambios terminológicos;
  - Los términos "documento" y "registro" se sustituyen por el de "información documentada";
  - El término "cliente" pasa a denominarse "parte interesada", lo que cuadra con un nuevo enfoque hacia la calidad total y los modelos de Excelencia empresarial;
- Más detalle en la Gestión del Cambio: También muy relacionado con los modelos de Excelencia está el apartado sobre "Planificación y control de cambios", con mejoras sobre la versión actual;
- Mayor compatibilidad con otras normas. Esta nueva versión es una norma de alto nivel;
- Se pasa de 8 principios a 7 principios de un Sistema de Gestión.[2]

| Año  | Descripción |
| ---- | ----------- |
| 1987 | 1.ª Edición |
| 1994 | 2.ª Edición |
| 2000 | 3.ª Edición |
| 2008 | 4.ª Edición |
| 2015 | 5.ª Edición |

Los programas como OMNEX y QT9 son herramientas diseñadas para ayudar a las organizaciones a implementar, monitorear y mejorar sus sistemas de gestión de calidad bajo estándares como la ISO 9001. A continuación te comento algunas características y beneficios de estos programas en relación con la ejecución e implementación de la ISO 9001:
OMNEX:
Automatización de Procesos: OMNEX permite automatizar muchos de los procesos relacionados con la calidad, como auditorías internas, gestión de no conformidades, control de documentos, y seguimiento de acciones correctivas y preventivas. Esto facilita el cumplimiento con los requisitos de ISO 9001 de manera eficiente.
Gestión Documental: Una de las claves de ISO 9001 es el control documental. OMNEX ofrece herramientas robustas para la gestión y distribución de documentos relacionados con los procedimientos, lo cual asegura que todos los empleados tengan acceso a las versiones más actuales y correctas de los mismos.
Análisis y Mejora Continua: OMNEX también se enfoca en la recopilación de datos e información relevante para la toma de decisiones. Esto apoya los requisitos de mejora continua de la norma ISO 9001, proporcionando métricas que permiten identificar áreas de oportunidad para optimizar los procesos.
QT9:
Cumplimiento de Normativas: QT9 se enfoca en proporcionar un sistema robusto que ayude a las empresas a cumplir con las normativas ISO 9001. Esto incluye características como la gestión de auditorías, la trazabilidad de la calidad y el control de procesos en tiempo real.
Gestión de Incidentes y No Conformidades: QT9 facilita la gestión de incidentes y no conformidades mediante la creación de reportes y la asignación de acciones correctivas. Esto ayuda a garantizar que los problemas se resuelvan de manera eficiente, contribuyendo al cumplimiento de los estándares de ISO 9001.
Facilidad de Implementación: Este sistema es conocido por ser amigable con los usuarios, lo que facilita la implementación de procesos de calidad y el seguimiento del progreso en la mejora continua, que es fundamental para cumplir con la ISO 9001.